# Terre de l'encens
 (mars 2023).
La Terre de l'encens est un lieu dans le sultanat d'Oman sur la route de l'encens, plus précisément dans la province du Dhofar.
L'endroit inclut des arbres à encens de l’Ouadi Dawkah (ar), les restes de l'oasis caravanière fortifiée de Shisr/Wubar (de) et les ports commerciaux de Khor Rori et d’Al-Balid (en), qui étaient d'importance cruciale pour le commerce médiéval d'encens, et sont d'une grande importance archéologique aujourd'hui.
La Terre de l’encens est inscrite sur la liste du patrimoine mondial de l'UNESCO.

## Galerie

Photos du site classé au patrimoine mondial.
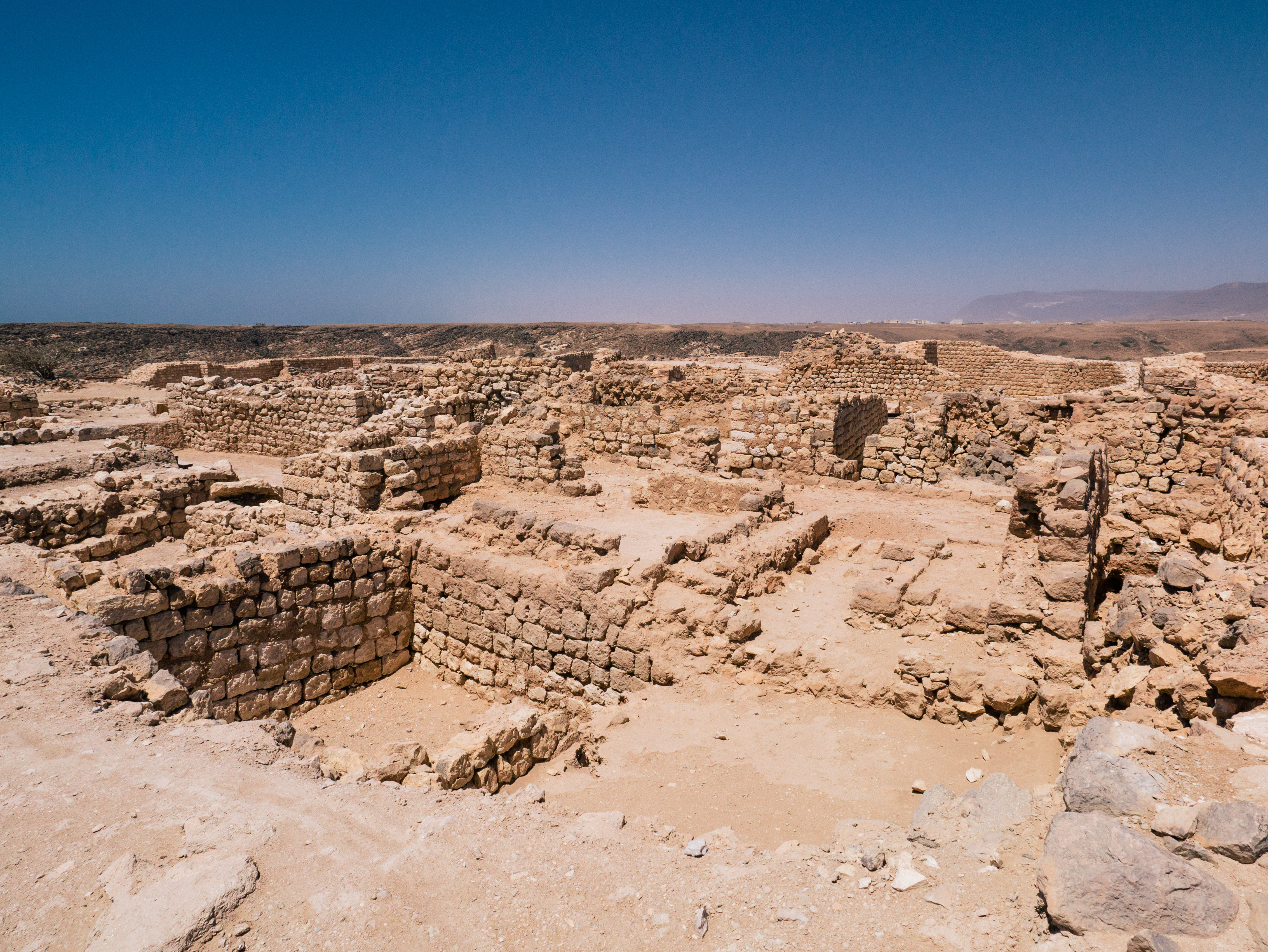
Khor Rori.
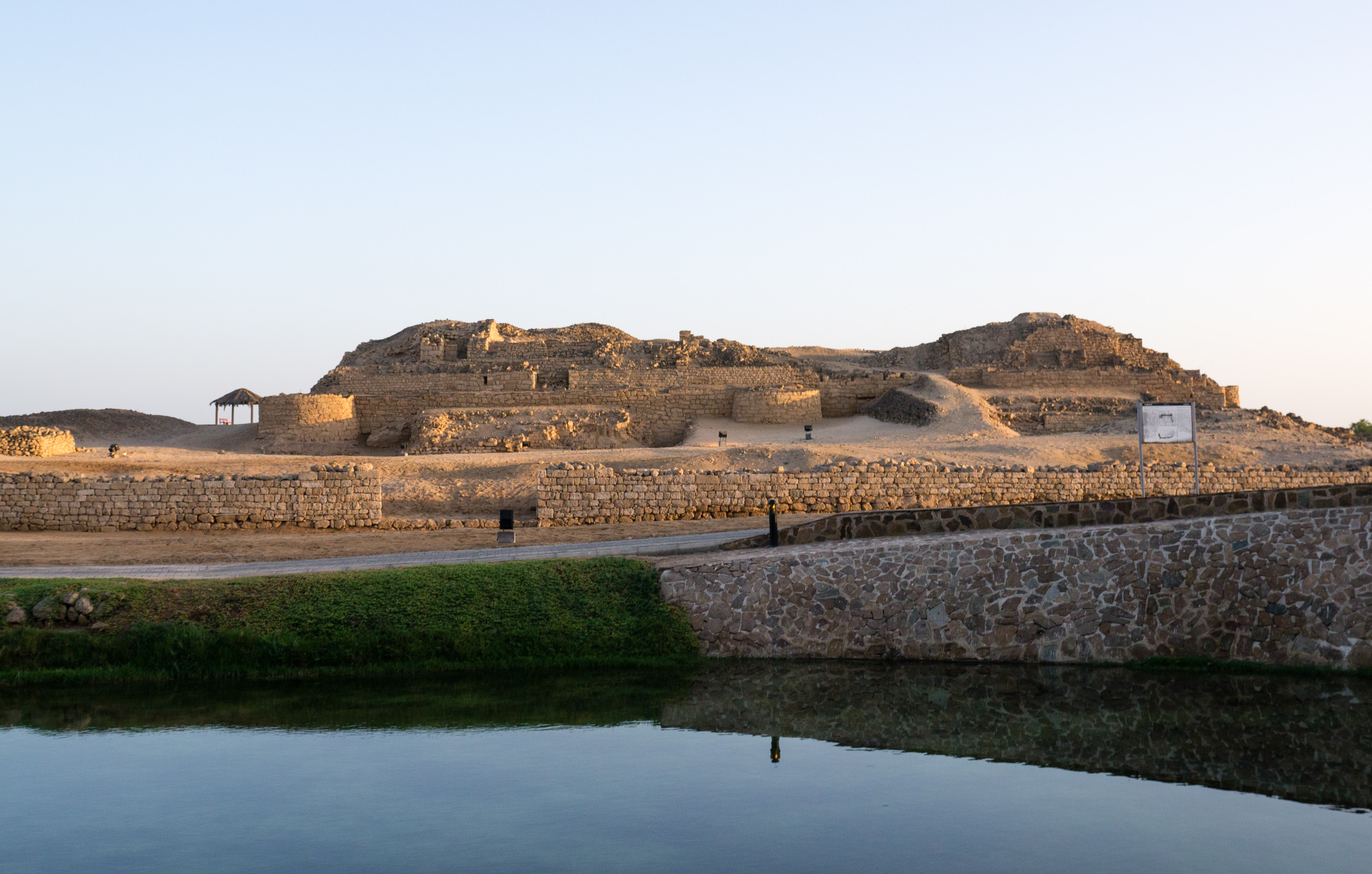
Al-Balid.
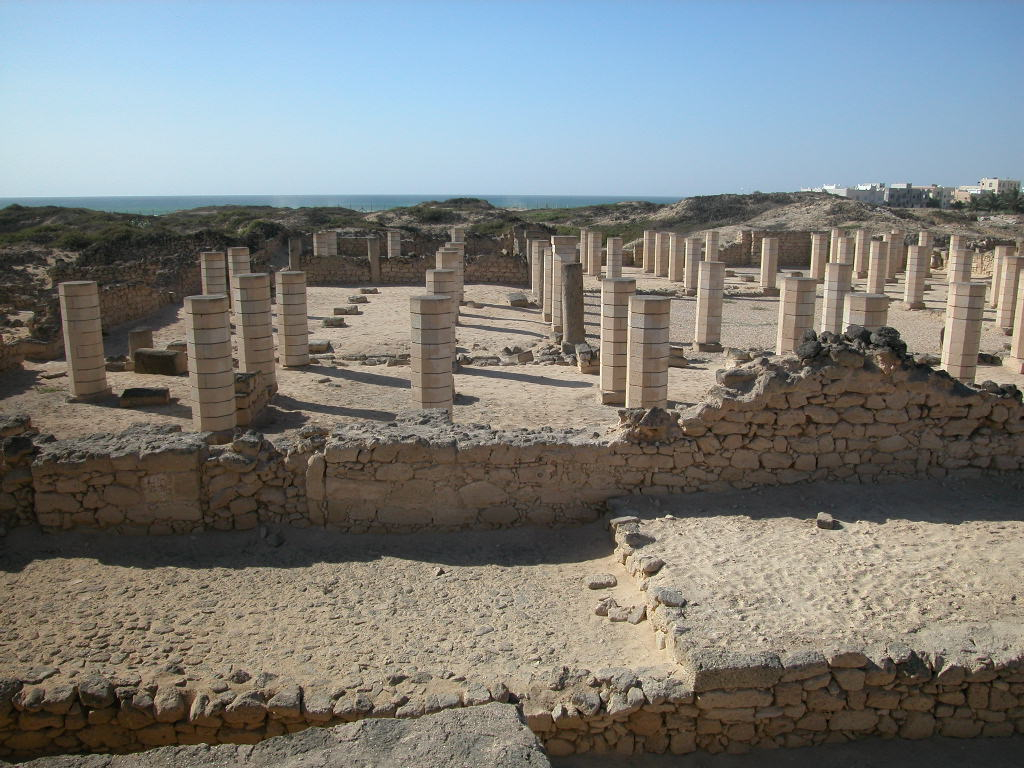
Shisr.